# Рудольф фон Меран
Граф Рудольф Меран намісник і ландпрезидент Буковини (20 січня 1912 – 24 квітня 1917 рр).
Під час керівництва краєм проявив себе як великий бюрократ. Був ініціатором призупинення діяльності сойму. У вирішенні питань управління опирався на свої соратників. Його заступник – Факети де Бельфальва. Противник національного питання. Намагався дереформувати вільну виборчу систему.

## Походження та сім'я

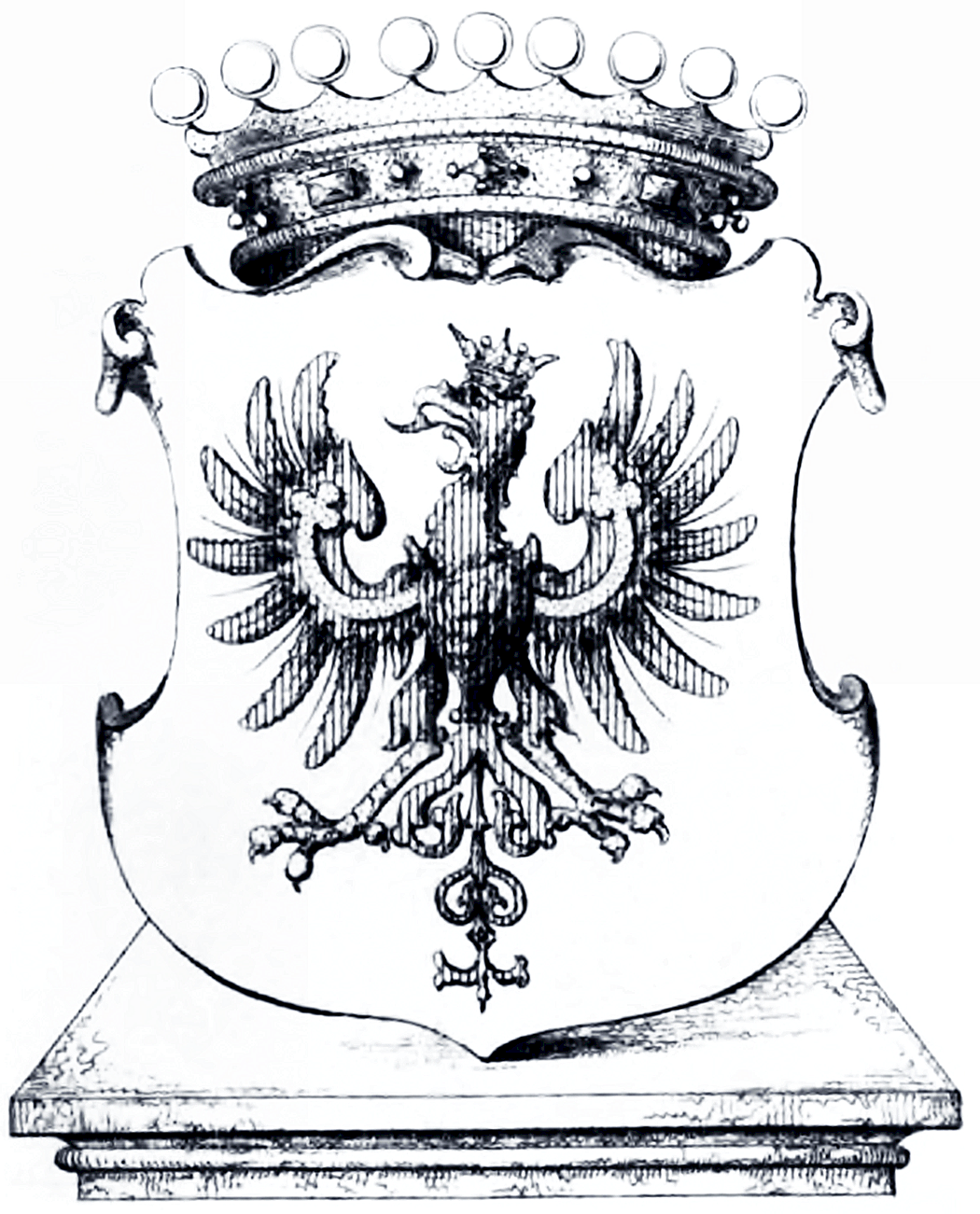
Родинний герб Мерана

Рудольф був племінником ерцгерцога Іоанна Австрійського (1782-1859) й Анни Плогл (народилася 6 січня 1804, Аусзее - 4 серпня 1885, Аусзее, баронеса фон Брандхофена 1834, графиня фон Меран 1850), від яких мав лише одну сестру, Франц Людвіг. Від шлюбу Франца Людвіга Іогана Баптиста фон Мерана (11 березня 1839 — 27 березня 1891) з графинею Терезією фон Ламберг (народилася 16 серпня 1836 — померла 11 вересня 1913) народилося вісім дітей, Рудольф — шоста дитина в сім'ї.
18 січня 1917 року Рудольф одружився з принцесою Йоганною фон Ауерперг ( народилася 14 липня 1890, Голдегг, Нижня Австрія — померла 13 січня 1967, Зальцбург). У подружжя було троє дітей: Рудольф (народився 20 грудня 1917, Інсбрук — 13 травня 1982, Зальцбург), Адольф (21 травня 1919, Голдегг) та Елеонора (народилася 2 серпня 1914 у Відні — 2 лютого 2001, Мюнзінг, Баварія).

## Життєпис
Після того як військова кар'єра стала неможливою через серйозну травму, молодий граф Меран вирішив вивчати юриспруденцію. Потім він навчався у вищих навчальних закладах Граца та Інсбруку, після закінчення навчання вступив на державну службу, розпочавши свою кар'єру в Міністерстві внутрішніх справ (1894), А потім працював секретарем губернатора Граца.

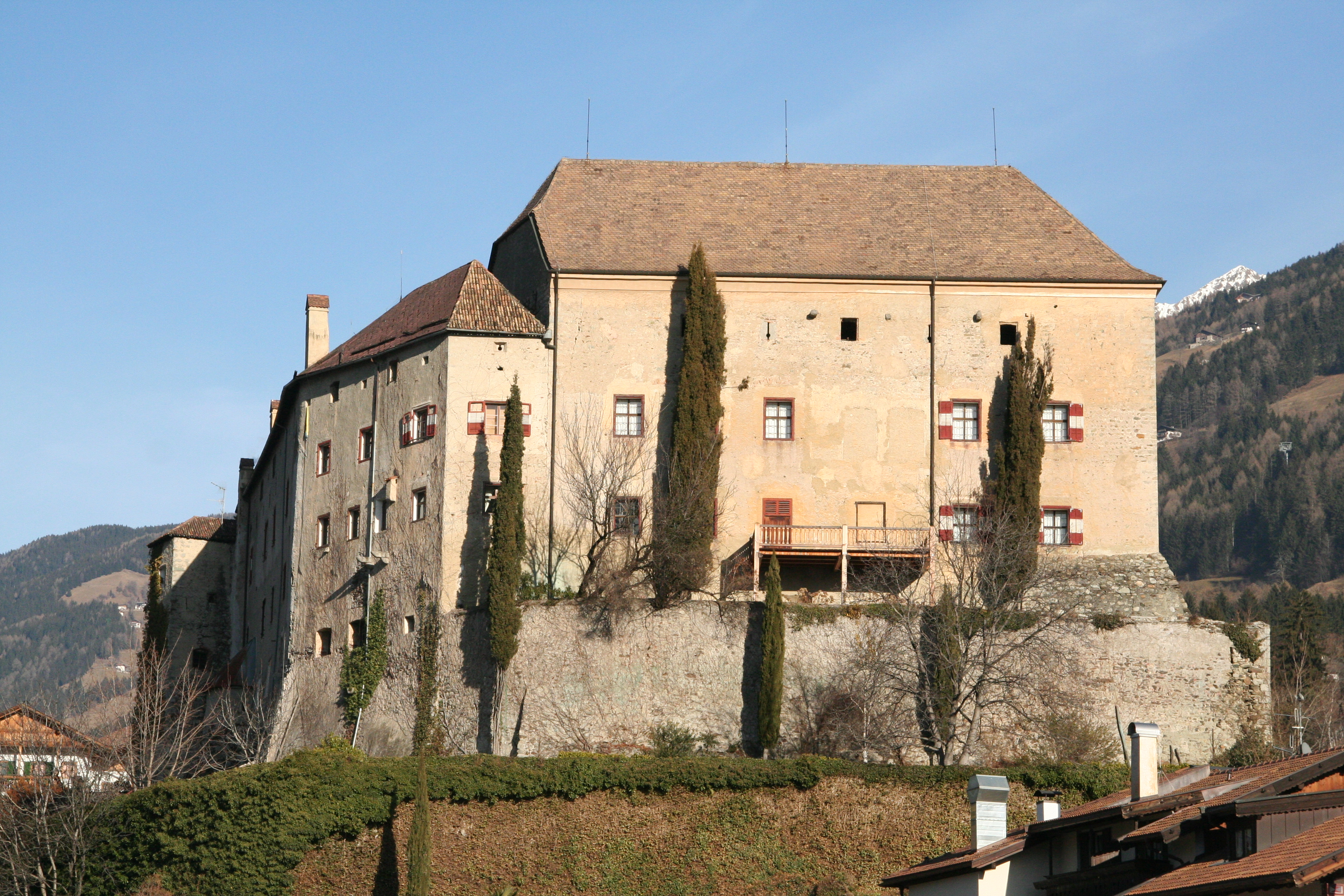
Палац Шена, місце проживання графа фон Мерана після виходу на пенсію.

З 1907 року займав посаду капітана округу Юденбург (на цій посаді він знаходився протягом нетривалого періоду часу), а в 1908 році перейшов на аналогічну посаду в окрузі Брегенц. У 1910 році отримав підвищення й був переведений на посаду державного радника.
15 січня 1912 року юрист був призначений судовим радником імператора Франца Йосифа I радником з судових питань (Гофрат) та новим губернатором Герцогства Буковини, на якій пропрацював до 15 грудня 1916 року. Завдяки родинним зв'язкам з імператорською родиною (двоюрідний брат імператора), був запрошений на посаду губернатора в Чернівцях. Протягом цих п'яти років, проведених на Буковині, Меран активніше був задіяний, ніж його попередники, у політичному житті краю, його діяльність у політичних подіях князівства того часу отримала схвальні відгуки серед німецьких дослідників. Фон Меран був удостоєнний звання «phil honoris causa» Чернівецького університету.
31 січня 1917 року графа було призначено губернатором Верхньої Австрії (до 30 жовтня того ж року), а з 20 листопада 1917 року до 15 листопада 1918 року був останнім губернатором Тирольської землі.
Після закінчення війни та розпаду Австро-Угорської імперії Рудольф фон Меран відійшов від політичного життя й проживав зі своєю сім'єю у своєму палаці в Шені, поблизу Мерано.